# Морозов, Евгений Иванович
Евге́ний Ива́нович Моро́зов (2 мая 1944, Москва — 1 декабря 2016, там же) — советский, российский хоровой дирижёр; основатель и руководитель Камчатской хоровой капеллы, Заслуженный деятель искусств Российской Федерации (1994), Заслуженный работник культуры РСФСР (1978).

## Биография
В 1961 году окончил Государственное хоровое училище по специальности «дирижёр хора», в 1965 году — хоровое отделение Московской консерватории, в 1973 году — аспирантуру Московской консерватории.
Одновременно в 1963—1965 годы работал хормейстером Дворца культуры завода «Серп и молот», в 1965 — учителем пения средней школы № 795 (Москва).
С 1965 года более 30 лет работал в Петропавловске-Камчатском: преподавателем, заведующим дирижёрско-хоровым отделением Камчатского областного музыкального училища. В 1967 году основал и до конца жизни возглавлял Камчатскую хоровую капеллу в качестве художественного руководителя и дирижёра. В 1986 году инициировал создание фестиваля «Камчатская музыкальная весна» (с 1995 года — международный фестиваль). Более 30 лет возглавлял работу Камчатского отделения Музыкального общества России.
С 1979 года изучал музыкальный фольклор коренных народов Камчатки. Первым в России написал обработки корякских, алеутских и чукотских народных мелодий для академического хора. С 2012 года — член Союза композиторов России.
Автор музыки гимна Камчатского края (2009, стихи поэта Б.Дубровина).

### Семья
Дочь — Наталья.

## Награды и признание
- Орден Почёта (19 мая 2005 года) — за заслуги в области культуры и искусства, многолетнюю плодотворную деятельность[6].
- Орден Дружбы народов (1986).
- Заслуженный деятель искусств Российской Федерации (28 апреля 1994 года) — за заслуги в области искусства[7].
- Заслуженный работник культуры РСФСР (1 февраля 1978 года) — за заслуги в области советской культуры[8].
- Лауреат Всероссийских фестивалей (1977—1998).
- Лауреат Международных конкурсов (Греция, 1994; Испания, 1996).
- Камчатская областная государственная премия (1995).
- Премия губернатора Камчатки (1996).
- Почётный гражданин Петропавловска-Камчатского (2000), Почётный житель Камчатского края (2016)[1][2][3][4].
- 9 ноября 2017 года коллективу Камчатской хоровой капеллы присвоено имя Евгения Ивановича Морозова[9].